# Hana wa sakuragi, hito wa bushi
Hana wa sakuragi, hito wa bushi (em japonês: 花は桜木人は武士 , literalmente "o [melhor] florir é a flor de cerejeira; o [melhor] homem é o guerreiro") é um provérbio japonês que teve origem no período medieval. Também é traduzido como "entre as flores, a flor de cerejeira, entre os homens, o guerreiro" ou algo parecido. O provérbio significa que, assim como a flor de cerejeira (sakura) é considerada a mais importante entre as flores, o guerreiro (samurai, geralmente chamado em japonês de bushi) era o mais importante entre os homens. O samurai também era comparado à flor de cerejeira, pois a sua vida, embora gloriosa, estava sujeita a um fim repentino durante o serviço militar, semelhante às pétalas perdidas pelas flores de cerejeira ou camélia.
A associação das flores de cerejeira com a classe samurai foi estabelecida pelo teatro kabuki, que também popularizou o provérbio. Tal associação começou em meados do período Edo. O tema do provérbio é ecoado num poema atribuído ao sacerdote Ikkyū em Mottomo no sōshi (1634): "Entre os homens, o samurai [é o melhor]; entre os pilares, a madeira de cipreste; entre os peixes, a dourada; entre as vestes, a magenta; e entre as flores de cerejeira, as de Yoshino". O provérbio também aparece em Kanadehon Chushingura de 1748. Mais tarde, o provérbio foi evocado no exército japonês como uma motivação após a eclosão da Segunda Guerra Mundial.